# Carnival Diablos
Carnival Diablos és el vuitè àlbum d'estudi del grup de thrash metal canadenc Annihilator, publicat l'any 2001.
L'àlbum va estar gravat pel guitarrista i fundador del grup Jeff Waters, el guitarrista Dave Scott Davis, el baixista Russell Bergquist, el bateria Ray Hartmann i el nou cantant del grup, el novaiorquès Joe Comeau, que substituïa al cantant Randy Rampage després que aquest fos expulsat d'Annihilator.

## Cançons
1. "Denied" (Comeau, Waters) – 5:24
2. "The Perfect Virus" (Waters) – 4:44
3. "Battered" (Waters) – 5:22
4. "Carnival Diablos" (Comeau, Waters) – 5:08
5. "Shallow Grave" (Comeau, Waters) – 4:22
6. "Time Bomb" (Comeau, Waters) – 4:49
7. "The Rush" (Comeau, Waters) – 4:50
8. "Insomniac" (Waters) – 6:15
9. "Liquid Oval" (Waters) – 3:51
10. "Epic of War" (Waters) – 5:47
11. "Hunter Killer" (Waters) – 9:10
  - Conté la cançó amagada "Chicken and Corn" després d'un minut de silenci.

## Crèdits
- Joe Comeau - Cantant
- Jeff Waters - Guitarrista, veus secundàries
- Dave Scott Davis - Guitarrista
- Russell Bergquist - Baixista
- Ray Hartmann - Bateria